# Pere Aldavert
Pere Aldavert i Martorell (Barcelona, 1850-1932) fue un periodista y político español. Fue uno de los más entusiastas impulsores de los inicios del movimiento catalanista, del que fue un personaje clave. Amigo y colaborador de Àngel Guimerà, con solo veinte años participó en la creación de la Jove Catalunya (1870), y colaboró en el semanario La Gramalla órgano oficial de esta entidad. En 1871 inició la publicación de la revista La Renaixensa (diario desde 1881) y que mantuvo hasta 1905 en buena parte gracias a su tenacidad y a sus artículos escritos en un lenguaje llano y muy vivo.
Colaboró destacadamente con la Lliga de Catalunya, y con la Unió Catalanista, en la primera asamblea de la cual (1892) en la que intervino en la discusión y la aprobación de las Bases de Manresa. Sus seguidores promovieron la creación de la Asociación Popular Regionalista, donde defendieron la intransigencia de sus planteamientos. Su influencia declinó con la llegada de las nuevas generaciones nacionalistas, ya que se mantuvo siempre fiel a sus planteamientos originarios.

## Obras
- Nòs amb nòs (1904)
- A la taleia (1906)
- Furgant pertot arreu (1906)
- Cantant i fent la meva (1906)
- Feina vella (1906)
- D'altres temps (1906)
- Feina nova (1906)
- Dels anys de la fàccia (1907)
- Encara són de moda (1907)
- A vol d'ocell (1907)
- Per matar l'estona (1907)
- Per fer la dotzena (1908)
- A salt de mata (1908)